# Кийт Бътлър
Епископ Кийт Бътлър е основател на неденоминационната църква, наречена Международен християнски център „Слово на вяра“ (Word of Faith International Christian Center).
Църквата се намира в Детройт, Мичиган, САЩ и включва над 22 000 души. Той е бивш член на Детройтския градски съвет и първият републиканец, избран за поста след Втората световна война.
Бътлър е написал няколко книги, включително и превърналата се в бестселър „Едно семе ще посрещне всяка нужда“ (A Seed Will Meet Any Need). Освен това е получил и доста награди за църковни и обществени дейности. Една от тях за принос в международната култура и постижения е: 2005 Inductee – Heritage Hall of Fame. „Слово на вяра“ е познато и с това, че има взаимоотношения с над 300 сателитни църкви по целият свят.
В България Християнският център, София и Християнският център, Варна са в близки църковни взаимоотношения с Бишоп Бътлър и WOFICC.
Бътлър, роден и отгледан в Детройт, става републиканец през 1982 г., активист на GOP (Great Old Party – Републиканската партия в САЩ), като не престава да говори за вярата в Исус Христос и теокарацията по време на всяка президентска кампания в Мичиган.
През 2006 г. Бътлър е номиниран за Щатския сенат, предизвиквайки титуляра за сенатор от Мичиган – демократката Деби Стабеноу, но е победен в предварителните вътрешни избори на Републиканската партия от Майк Бучард.
През февруари 2008 г. Бътлър заменя Чък Йоб като представител на Мичиган в Републиканския национален комитет. Епископ Бътлър е и в Съвета на директорите на „Християни обединени за Израел“ – организация, създадена от Джон Хейги.
Отново през 2008 г. Бътлър открива библейско училище в Раунд Рок, Тексас, наречено "Библейски център „Слово на вяра“, целящо да обучава в доктрините и управлението на църквата, както и да обучава хора за мисионерската работа.

## Личен живот
Епископ Бътлър е женен за Дебора Бел от 38 години. Живеят в Оакланд Кънтри. Имат 3 деца – Кийт II, Мишел и Кристина, като и 3-та са служители в църквата. Епископът и жена му имат 3 внуци.